# حمام جسومة
حمام جسومة وقيل هو (حمام أسومة) حمام خاص بالنساء، ويعتبر من حمامات بغداد العامة ويقع بمنطقة الفضل في محلة دكان شناوة من جانب الرصافة ببغداد.وله فرع آخر للرجال، وجسومة امرأة شريفة حازمة، وهي تدير أعمال الحمامين (النسائي والرجالي) بعد وفاة زوجها عبد اللطيف، ولها ولدان مجدان أبيان هما السيد محمد والسيد معروف، سكنا مدينة البصرة بعد وفاة والدتهما، وهذه الحمامات قد عفي أثرها كلها وأدخلت ضمن شارع الجمهورية. 
وفي الفترات المتأخرة ببغداد كان هنالك حمامات خاصة للمومسات اللواتي يجري عليهن الفحص الطبي اسبوعياً ولمرة واحدة من خلال طبيب حكومي للتأكد من خلوهن من الأمراض الجنسية المعدية. وكان من أشهر الحمامات النسوية في بغداد حمام جسومة،وقيل هو (حمام أسومة) في شارع دكان شناوة بمنطقة الفضل.
واشار اليه الشيخ جلال الحنفي فذكر ان حمام جسومة كان من الحمامات النسوية في شارع دكان شناوة وقد ألحق بشارع الملكة عالية ثم أطلق على الشارع اسم شارع الجمهورية، وهو اليوم يسمى شارع الخلفاء.